# Elachertus gallicus
Elachertus gallicus är en stekelart som beskrevs av Erdös 1958. Elachertus gallicus ingår i släktet Elachertus, och familjen finglanssteklar. Arten är reproducerande i Sverige.